# Велике Маленце
Велике Маленце (словен. Velike Malence) — поселення в общині Брежиці, Споднєпосавський регіон, Словенія. Висота над рівнем моря: 150,1 м.